# Simon Dalby (Geograph)
Simon Dalby (* 16. Februar 1958) ist ein irischer Geograph. Er ist einer der bekanntesten Vertreter der Kritischen Geopolitik und beschäftigt sich mit geopolitischen Aspekten des Klimawandels.

## Leben
Dalby besuchte das Trinity College Dublin und anschließend die kanadische University of Victoria. Er trägt den akademischen Titel Ph.D., den er an der Simon Fraser University erwarb. Danach wirkte er als Adjunct professor an der Carleton University in Ottawa. Seit 2012 ist Dalby Professor für Geographie und Umweltstudien an der Wilfrid Laurier University in Waterloo (Ontario) und zugleich Forschungsdirektor an der Balsillie School of International Affairs.

## Schriften (Auswahl)
- Reframing climate change. Constructing ecological geopolitics. Routledge, New York 2015.
- Security and environmental change. Polity, Cambridge (Massachusetts) 2009.
- Environmental security. University of Minnesota Press, Minneapolis 2002.
- als Herausgeber mit Gearóid Ó Tuathail und Paul Routledge: The geopolitics reader. 2. Auflage, Routledge, New York 2006.
- als Herausgeber mit Gearóid Ó Tuathail: Rethinking geopolitics. Routledge, New York 1998.